# 北京市第五十五中学
北京市第五十五中学(ペキンしだいごじゅうごちゅうがく)は、北京市東城区にある北京市立の公立の学校である。なお、中国で初めて国際部を導入した学校である。

## 歴史
- 1954年 北京市第五十五中学開校
- 1975年 国際部設立

## 最寄り駅
- 東直門駅
- 東四十条駅